# イソガワラ目
イソガワラ目（イソガワラもく) (学名：Ralfsiales) は、藻類の一群の褐藻綱に属する目であり、岩や他の海藻の基質に痂状で固着する特徴を持つ。イソガワラ目は3つの科から構成されている。

## 概要
イソガワラ目は褐藻の中で殻を形成する藻類であり、葉状体、細胞構造、葉緑体、生殖器官、細胞周期等の発達の類似性に基づいて定義された。
生活環の内で、発達の初期段階ではピレノイドを持たない単一の板の様な円板型の殻に成長する葉状体を必ず一個から数個持つ。小室（嚢）の中に胞子を貯蔵する胞子嚢と側糸がある。シオミドロの様に鞭毛を持つ遊走子が形成される単子嚢、複子嚢という二つの生殖器官を持ち、同型世代交代が行われることにより配偶体と胞子体が独立した世代として存在し、それぞれの世代が 無性生殖と有性生殖によって連結される。rbcL遺伝子の塩基配列が異なるグループがある。
イソガワラ目は、褐藻の中でも単純な殻状の形状をしている。
イソガワラ目に属していると考えられていたニセイシノカワ科 (Lithodermataceae) は、クロガシラ目 (Sphacelariales) に移された。
藻体の構造や生殖細胞の形成位置の違いからイソガワラ目内に新たにメソスポラ科 (Mesosporaceae) が設立されている。

## 分類
2016年のタクソンの限界に基づく分類では、イソガワラ目は下記の科から構成されているとしている。
- メソスポラ科 Mesosporaceae
  - Basispora  D.M.John & G.W.Lawson
  - Hapalospongidion  De A.Saunders
  - Mesospora  Weber-van Bosse
- ネオラルフシア科 Neoralfsiaceae
  - Neoralfsia P.-E.Lim & H.Kawai, 2007
- イソガワラ科 Ralfsiaceae Farlow, 1881

別の分類では、2つの科のみから構成されているとしている。
- Hapalospongidiaceae Reyes Gómez & León-Alvarez, 2017[11]
  - Hapalospongidion De A.Saunders, 1899
- イソガワラ科 Ralfsiaceae Farlow, 1881
  - Basispora D.M.John & G.W.Lawson, 1974
  - Jonssonia  S.Lund, 1959
  - Lithoderma  Areschoug, 1875
  - Myrionemopsis  P.Dangeard, 1968
  - Petroderma  Kuckuck, 1897
  - Porterinema  Waern, 1952
  - Ralfsia  Berkeley, 1843